# Edgaras Česnauskis
Edgaras Česnauskis (Kuršėnai, 5 febbraio 1984) è un ex calciatore lituano, di ruolo centrocampista.

## Biografia
È il fratello minore di Deividas Česnauskis anch'egli calciatore professionista.

## Carriera

### Club

#### Ekranas
Incomincia a giocare a livello professionistico nel 2000 quando viene ingaggiato dall'Ekranas, una delle principali squadre del campionato lituano. Česnauskis non gioca subito da titolare nella formazione lituana, ma diverrà un titolare fisso negli anni seguenti collezionando 80 incontri di campionato e siglando 4 reti. Nel 2000 la squadra di Panevėžys conquista la Coppa di Lituania.

#### Dinamo Kiev
Nel 2003 è acquistato dagli ucraini della Dinamo Kiev, la squadra più rinomata dell'Ucraina. Giocherà però poche partite in due stagioni dove comunque vince il campionato nella stagione 2003-2004, la Supercoppa d'Ucraina nel 2004 e la Coppa d'Ucraina nel 2005 sfiorando la Supercoppa e il campionato (finalista e secondo).

#### In Russia: Saturn Ramenskoe, FK Mosca, Dinamo Mosca e Rostov
Si trasferisce nel Saturn nel 2006 compagine russa dove gioca una stagione e mezza senza conseguire grandi successi (undicesima in campionato nel 2006 e quinta nel 2007) e in 52 partite segna 10 realizzazioni. Arriva nel 2008 all'FK Mosca collezionando 35 incontri e 5 reti. Nel 2009 passa alla Dinamo Mosca altra squadra della capitale russa nella quale ha collezionato 22 presenze, accompagnate da due reti.
Passato nel 2001 al Rostov, ha giocato con continuità nelle prime due stagioni, per poi rimanere ai margini della rosa per due stagioni di seguito, durante le quali non è mai sceso in campo, collezionando solo qualche panchina. Al termine della stagione 2014-2015 ha dato l'addio al calcio.

### Nazionale
È stato in nazionale dal 2003 al 2013 e ha giocato 42 partite segnando cinque reti.

## Palmarès
- Coppa di Lituania: 1

Ekranas: 2000
- Campionato ucraino: 1

Dinamo Kiev: 2003-2004
- Supercoppa d'Ucraina: 1

Dinamo Kiev: 2004
- Coppa d'Ucraina: 1

Dinamo Kiev: 2004-2005